# رستم خاميتوف
رستم زاكيفيتش خاميتوف (بالروسية:Рустэм Заки́евич Хами́тов: بالباشكيرية:Рөстəм Зəки улы Хəмитов, Röstäm Zäki ulı Xämitow) (ولد في 18 أغسطس 1954)، هو سياسي ومهندس روسي يشغل حاليًا منصب رئاسة جمهورية باشكورستان (ثاني رئيس للجمهورية) منذ 19 يوليو ، 2010، وأعيد انتخابه لولاية ثانية في 14 سبتمبر 2014. خاميتوف عضو في حزب روسيا الموحدة، وينتمي إلى المجلس الأعلى للحزب.